# Inioteuthis capensis
Inioteuthis capensis är en bläckfiskart som beskrevs av Voss 1962. Inioteuthis capensis ingår i släktet Inioteuthis och familjen Sepiolidae. Inga underarter finns listade i Catalogue of Life.